# ヴィリ・スキビュー
ヴィリ・スキビュー (デンマーク語: Willy Skibby, 1942年2月20日 - ）は、デンマークの自転車競技選手。中央ユラン地域スカナボー市スティリングに生まれ、1976年の夏季オリンピックで男子個人ロードレースに出場し、途中棄権に終わった。
1966年の世界選手権自転車競技大会ロードレースでは、男子アマチュア3位に入っている。